# Couva
Couva est une ville de Trinité-et-Tobago située sur l'île de Trinité, capitale de la région de Couva-Tabaquite-Talparo. Elle compte 2 739 habitants en 2000. Elle se situe au sud de Chaguanas et au nord de Claxton Bay et San Fernando.

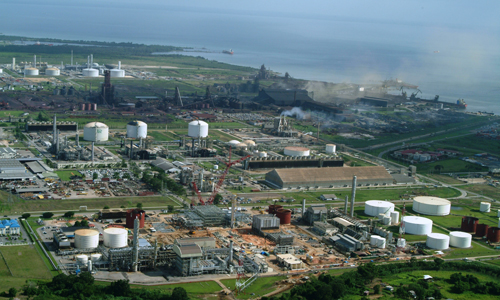
Zone portuaire et industrielle de Point Lisas, Couva.